# Kobzar (knjiga)
Kobzar (ukr. Кобзар) je zbirka ukrajinskih pjesama autora Tarasa Ševčenka, koja je prvi puta objavljena 1840. u Sankt Peterburgu. Uz patriotsku povijesnu tematiku, jedan od naslova u toj zbirci pjesama dotaknuo se i slobodne uporabe ukrajinskog jezika i literature te generalno ukrajinskog nacionalnog oslobođenja. Razdoblje nastanka ovog epskog djela u ukrajinskoj povijesti je obilježeno raznim restrikcijama prema ukrajinskoj kulturi, a sama publikacija i njezin sadržaj bili su zabranjeni zakonikom Emskim ukazom koji je izričito branio pisanje literature na ukrajinskom jeziku. 
Riječ Kobzar u ukrajinskom jeziku označava svirača kobze (navjestitelja društvenog stanja), ukrajinskog instrumeta koji je prethodio banduri. Autor Taras Ševčenko, unatoč zabranama je objavio potajno tri takva djela pod istim imenom «Kobzar», posljednja dva u razdoblju između 1844. i 1860. godine. U prvom primjerku Kobzara nalazi se kolekcija od 8 pjesama, a neki od naslova su: «Misli moji, misli moji, teško meni s vama» – «Katerina» – «Topola» – «Misao» – «Ivan Pidkova» – «Tarasova sič» i drugi. S obzirom na to da je djelo bilo zabranjeno u Ruskom carstvu, ponajviše je tiskano na prostorima današnje Češke i Njemačke.

## Vanjske poveznice
- Djelo Kobzar na internetu (eng., ukr.)  Arhivirana inačica izvorne stranice od 14. ožujka 2010. (Wayback Machine)
- Originalni prijepis djela Kobzar (ukr.)